# Achilles en de schildpad (Norgard)
Achilles en de schildpad is een compositie van de Deense componist Per Nørgård. Het werk is geschreven voor piano.
De titel verwijst naar de paradox van Zeno van Elea met de gelijknamige titel. De compositie begint met het herhaaldelijke aanslaan van slechts één toon; vervolgens komt karakter twee in beeld op diezelfde manier, doch een secunde hoger. Vervolgens ontspint zich een wedstrijd, waarin hele series noten achter elkaar doorgespeeld worden. De nadruk valt steeds op die eerste toon om aan te geven dat die overal steeds als eerste aanwezig was. De muziek lijkt door die herhalende notenreeks een beetje op minimal music, maar Norgard vindt steeds nieuwe mogelijkheden om aan de herhaling te ontsnappen. Minimal music zorgt voor het in trance raken van de toehoorder; Norgard heeft het liever over tonaal delirium.
In de loop van het werk raakt de toehoorder het gevoel van een vast ritme kwijt, tempoverschuivingen, herhalingen maar ook botsingen van tempi zijn daar mede debet aan. Het tempo van het begin is zeer hoog en de muziek speelt zich af binnen minder dan een octaaf. Later wordt het tempo behoorlijk trager, in eerste instantie komen de eerste figuren weer in fragmenten terug, maar zij zullen uiteindelijk verdwijnen. Norgard liet ook in het midden wie in versie van de paradox wint; beide deelnemers beëindigen op hetzelfde tijdstip hun partij.

## Discografie
- opname Dacapo; Rolf Hind, november 2006
- opname Kontrapunkt: Per Salo piano (begin jaren 90)